# Festival de Cinema de Salonica
O Festival de Cinema de Salonica é uma instituição cultural sediada em Salonica, na região da Macedônia, na Grécia, com foco no cinema. A instituição organiza anualmente o Festival de Cinema de Salonica, no mês de novembro, e o Festival de Documemtário de Salonica todo mês de março. Aas atividades anuais ainda incluem o Museu de Cinema de Salonica e a Cinemateca Salonica, bem como exibições e homenagens especiais realizadas ao longo do ano, e programas educacionais. O Festival de Cinema de Salonica é a maior instituição cinematográfica da Grécia. Sua atividade atrai mais de 300.000 visitantes anualmente.

## Missão
O Festival de Cinema de Salonica visa promover a cultura cinematográfica e a educação, apoiar a indústria cinematográfica nacional e internacional, formar parcerias com instituições culturais nacionais e internacionais e promover a identidade cultural única de Salonica.

## Atividade
No centro da atividade do Festival de Cinema de Salonica estão seus dois festivais anuais:
- O Festival de Cinema de Salonica, realizado em novembro, é um dos mais antigos festivais de cinema do mundo e um dos principais eventos cinematográficos do sudeste da Europa, atraindo um público de mais de 80.000 pessoas por ano.[5][6]
- O Festival de Documentários de Salonica, realizado em março, está entre os mais prestigiados festivais de documentários do mundo.[7]

A atividade da Instituição inclui ainda:
1. O Museu de Cinema de Salonica, o maior museu de cinema da Grécia.
2. A Cinemateca Salonica, realizando exibições, homenagens e retrospectivas para grandes cineastas ao longo do ano.
3. The Film Library, a maior biblioteca dedicada ao cinema nos Balcãs, com 15.000 volumes.
4. As publicações do Festival de Cinema de Salonica.
5. Quatro salas de cinema, duas no teatro “Olympion” e duas no Armazém 1 do porto de Salonica, exibindo filmes de estreia ao longo do ano.
6. Exibições de filmes e programas de homenagem em toda a Grécia em parceria com instituições locais.
7. Exibições ao ar livre em cinemas ao ar livre e em vários locais de Salonica.
8. O arquivo digital do Festival de Cinema de Salonica, disponível em www.myfestival.gr. O arquivo online inclui catálogos de festivais, publicações raras, revistas e livros, muitos dos quais esgotados.
9. A rara coleção HELLAFFI, tombada como patrimônio cultural pela Direção Geral de Antiguidades e Patrimônio Cultural. O acervo, composto por pôsteres gigantes de filmes, rascunhos a lápis, litografias, aquarelas e pinturas a nanquim, está exposto nas dependências do festival e está disponível em seu arquivo digital.
10. Exibições de filmes ao longo do ano nos dois cinemas do Complexo “Olympion” e nos teatros “John Cassavetes” e “Stavros Tornes” no porto de Salonica.

## Instalações
A Instituição está sediada no histórico teatro “Olympion”, na Praça Aristotélica central, onde estão localizados seus escritórios e os cinemas “Olympion” e “Pavlos Zannas”. O Complexo Olympion também abriga dois bares populares de Salonica, “Room with a View” e “Green Room”.
O Museu do Cinema de Salonica está localizado no Armazém 1 no porto de Salonica. A missão do museu é recolher, preservar e promover a história do cinema nacional. A Cinemateca está alojada nas instalações do museu.
O Armazém C no porto de Salonica foi designado para o Salonica Film Festival desde 2019. Ele serve como o centro do Festival de Cinema de Salonica e do Festival de Documentários de Salonica.

A Instituição também administra os teatros “John Cassavetes” e “Stavros Tornes” no porto de Salonica.